# Varanus macraei
Il varano arboricolo blu o varano arboricolo a macchie azzurre (Varanus macraei Böhme e Jacobs, 2002) è una specie della famiglia dei Varanidi originaria dell'isola Batanta, in Indonesia. Deve il nome all'erpetologo Duncan MacRae, fondatore del parco dei rettili «Rimba», a Bali.

## Descrizione

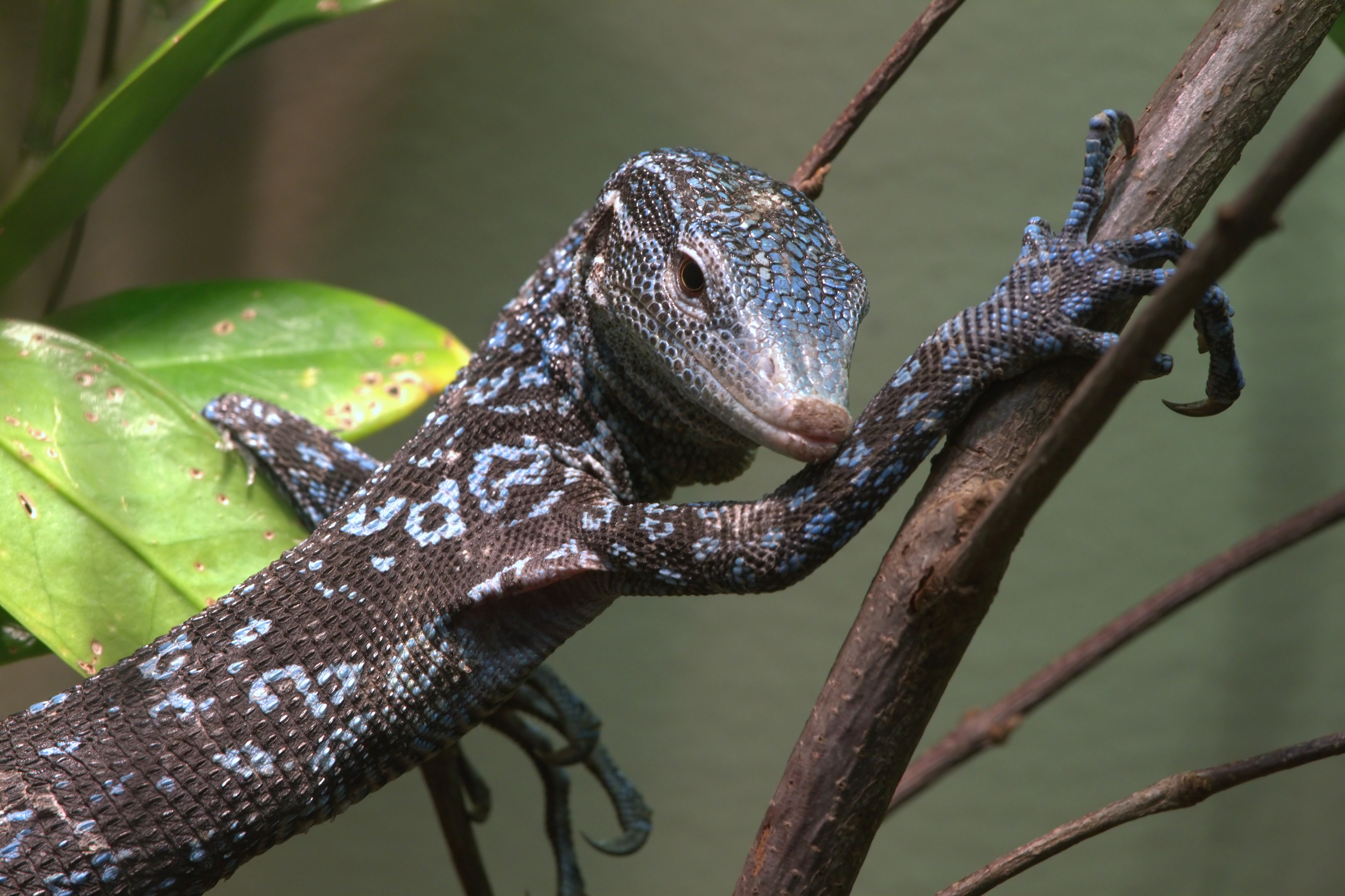
Dettaglio della testa e del corpo

Il varano arboricolo blu fa parte del gruppo prasinus e del sottogenere (Euprepiosaurus). Come il suo nome suggerisce, questo animale presenta una colorazione nera con scaglie blu sparse, formando delle ocellature che possono a loro volta formare fasce sul dorso. La punta del muso è blu chiaro, mentre la mandibola è bianca con scaglie verdi uniformi lungo il collo, formando un motivo a forma di V. In genere sul dorso sono presenti meno di 9 strisce dorsali e le gambe sono fortemente macchiate da ocelli turchesi. Sono presenti ben 85-100003 file di scaglie nella parte centrale del corpo. Una singola riga blu distinta si estende dall'angolo inferiore dell'occhio al bordo superiore dell'orecchio. La gola presenta dei leggeri punti scuri che formano un modello reticolare. Come tutti i membri del gruppo prasinus, presenta circa 22-23 anelli blu più o meno simmetrici, la coda è prensile ed è circa 1,95 volte più lunga della lunghezza del tra ventre e bocca (SVL). Gli esemplari maschi raggiungono una dimensione massima maggiore rispetto alle femmine, e possono essere distinti dalla regione temporale relativamente più ampia e dai distinti rigonfiamenti emipenali posizionati postero-lateralmente alla cloaca. I maschi adulti possono raggiungere 1,1 metri (3,5 piedi) di lunghezza totale, mentre le femmine sono circa di 10 centimetri (4 pollici) più corte dei maschi, rendendo il varano arboricolo blu la più grande specie conosciuta del gruppo che comprende il varano arboricolo smeraldino (V. prasinus).

## Distribuzione e habitat
L'areale del varano arboricolo blu è limitata all'isola di Batanta, sulla punta nord-occidentale della penisola di Vogelkop (Papua Occidentale, Indonesia).
Nel suo habitat questa specie vive uno stile di vita completamente arboricolo, com'è deducibile dalla coda prensile. La sua potrebbe essere la distribuzione più piccola di qualsiasi altro varano arboricolo, in quanto quest'isola ha le dimensioni di soli 450 km2, paragonabile al Lago di Costanza.

## Biologia
Il varano arboricolo blu monitor vive nelle foreste tropicali che hanno una temperatura media di 83-100 °F. Durante la stagione secca l'umidità si aggira intorno al 65%, raggiungendo il 100% nella stagione delle piogge. Questa specie è diurna e arboricola, quindi evita i predatori fuggendo sugli alberi e mantenendo sempre tra sé e l'intruso il tronco di un albero, come fanno molti anolidi.

### Dieta
Attualmente non sono stati pubblicati studi sull'argomento, tuttavia la dieta del varano arboricolo blu è probabilmente costituita principalmente da (in ordine) insetti, ortotteri (cavallette e grilli), falene, scarafaggi, lucertole più piccole, piccole uova e occasionalmente bacche.

## Storia

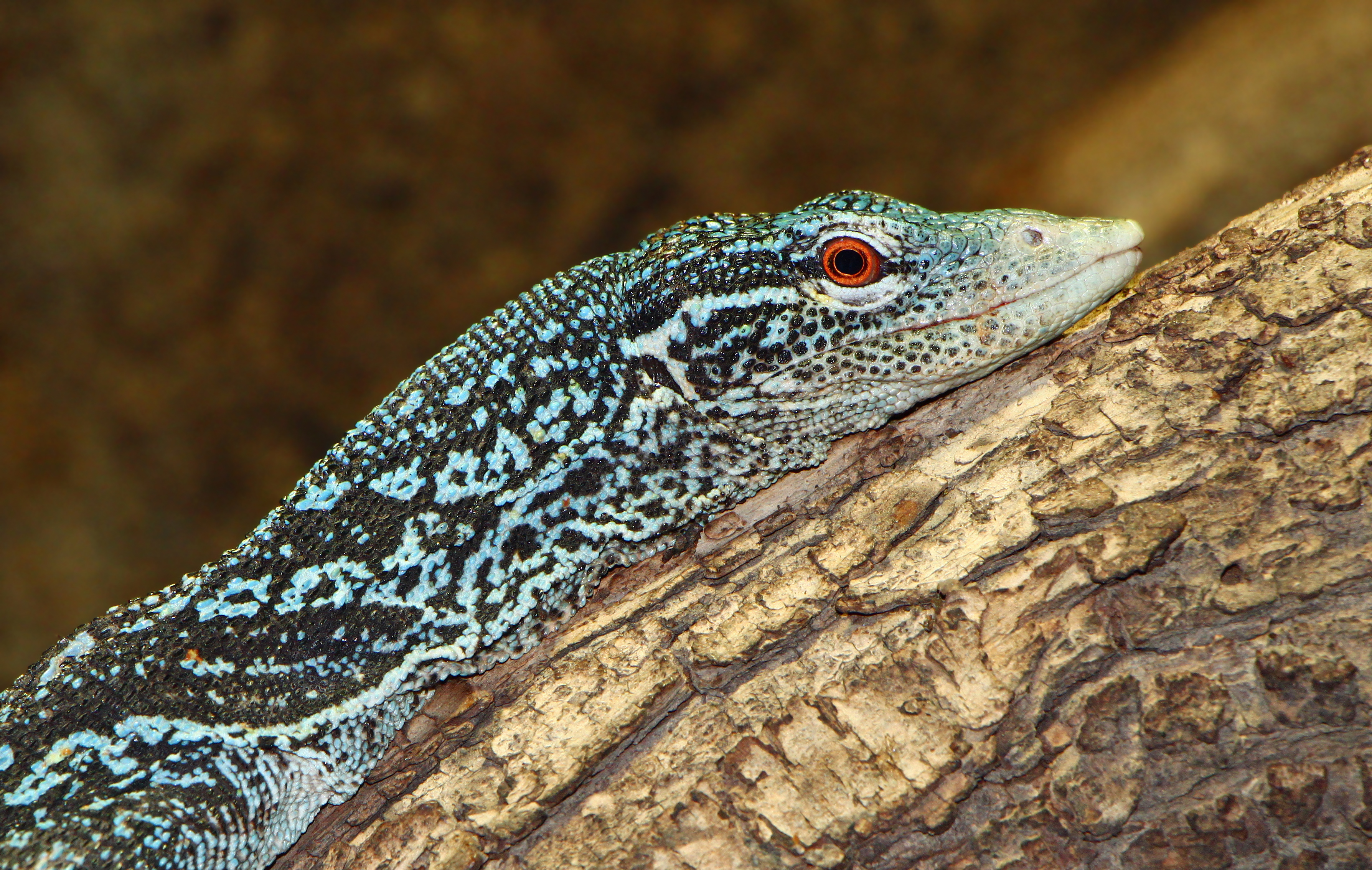
Dettaglio della testa del varano arboricolo blu

Fino ad un decennio fa, il gruppo dei varani arboricoli comprendeva solo cinque specie: Varanus prasinus, V. beccarii, V. bogerti, V. keithhornei e V. telenesetes. Nei primi anni del XXI secolo, quel numero è stato integrato con le scoperte e la denominazione di V. macraei, V. boehmei e V. reisingeri. La notevole somiglianza tra queste specie li rendeva difficili da distinguere. Alcuni individui di V. prasinus decisamente verdi hanno pochissima pigmentazione gialla, e quindi appaiono di un blu pallido. Varanus reisingeri può benissimo essere descritto come simile a V. prasinus senza pigmentazione blu. Mentre ci sono pochissimi rapporti - e nessun studio sul campo specifico - relativo alla storia naturale di nessun varano arboricolo, vi è una notevole quantità di conoscenze disponibili per il varano arboricolo smeraldino (V. prasinus) e il varano arboricolo nero (V beccarii), due delle specie meglio adattatisi alla vita in cattività e allevate in zoo e parchi zoologici per oltre due decenni. Di conseguenza, diversi erpetoculturisti e almeno due zoo (tra cui il London Zoo) hanno iniziato un programma di allevamento del varano arboricolo blu (V. macraei).